# الغجرية (فلم)
الغجرية هو فيلم مصري عرض عام 1960، بطولة هدى سلطان وشكري سرحان، تأليف وإخراج السيد زيادة.

## قصة الفيلم
(أبو دومة) يتاجر في الأطفال، يسرق الصغار في المهد على أن يعيدهم مقابل فدية أو يبيعهم إلى من يرغب، وتساعده بعض النسوة، يخطئ في إحدى عملياته ويعيد طفلة أخرى إلى (حسن) ليست ابنته، يتولى تربيتها مع ابنه بالتبني (فتحي)، أما سلمى الابنة الحقيقية فتنمو وسط الغجر، لتتصاعد الأحداث.

## طاقم التمثيل
- هدى سلطان: (سلمى)
- شكري سرحان: (فتحي)
- عبد السلام النابلسي: (روكي)
- كريمة: (مها)
- حسن يوسف: (حسن)
- محمود المليجي: (أبو دومة)
- حسين رياض: (حسني شعبان)
- فتحية شاهين: (حفيظة)
- وداد حمدي: (وداد)
- محمود شكوكو: (عباس)
- نجوى فؤاد: (راقصة)
- حسن حامد: (الغجري المعداوي)
- قدرية كامل: (مزغونة الغسالة)
- السيد زيادة: (الأحدب)
- فيفي سعيد: (عتريسة)
- أحمد أبو عبية: (مدرب شارلي شابلن)
- سامية محسن
- فتحية عبد الغني
- زكي عبد المجيد
- عزت عبد الجواد
- نبيل الشاذلي
- أنور حسونة
- ثريا عز الدين
- أحمد مرسي
- شكوكو الصغير
- بليغ حبشي
- ميمي جمال
- عبد الحميد بدوي
- فتحية طاهر
- إغراء
- هدى عبده

## فريق العمل
- إخراج: السيد زيادة
- تأليف: السيد زيادة
- مدير التصوير: كليليو
- مونتاج: أحمد إسماعيل
- موسيقى تصويرية: عطية شرارة
- إنتاج: أفلام مصر الجديدة
- توزيع: أفلام مصر الجديدة